# Grb Farskih otoka
Grb Farskih otoka prvi se puta pojavio u jednoj od srednjovjekovnih stolica u Kirkjubouru u 15. stoljeću. Prikazuje ovna na štitu. Kasnije verzije prikazuju pečat na kojem se nalazi ovan, a tu verziju koristili su svi suci na Ovčjim otocima, u starom sudu Løgtingu.
Grb je izašao iz upotrebe kada je Løgting ukinut 1816. godine. Ni po obnovi institucija, grb više nije korišten. Poslije usvajanja Zakona o autonomiji 1948. godine, grb se ponovbo upotrebljava, ali ne od parlamenta, Løgtinga, već vlade – Landsstýria. Kabinet premijera objavio je 1. travnja 2004. godine pečat upotrebe novog grba, baziranog na najstarijoj varijanti grba i u bojama zastave Farskih otoka uz dodatu zlatnu. Neke institucije još uvijek koriste stari simbol.